# 广东经济电视台
廣東經濟電視台（英語：Guangdong Economic Television，又稱廣東商業電視台，俗稱廣東商台），是廣東省內曾經存在的一個省級電視臺。

## 歷史
廣東經濟電視台在1994年12月22日啟播，是全国首家商业电视媒体，宣稱其办台宗旨为「服务经济、服务消费、服务大众」，实行无国家拨款、无行政级别、独立核算、自主经营、自负盈亏的体制，各级工作人员实行聘任制」。
2001年7月1日，该频道停播，與原廣東有線廣播電視台旗下除體育頻道以外的頻道重整為「南方电视台」，廣東經濟電視台改為「南方電視台經濟頻道」（TVS-1），節目主持人也轉往南方台經濟頻道繼續工作。

## 台标

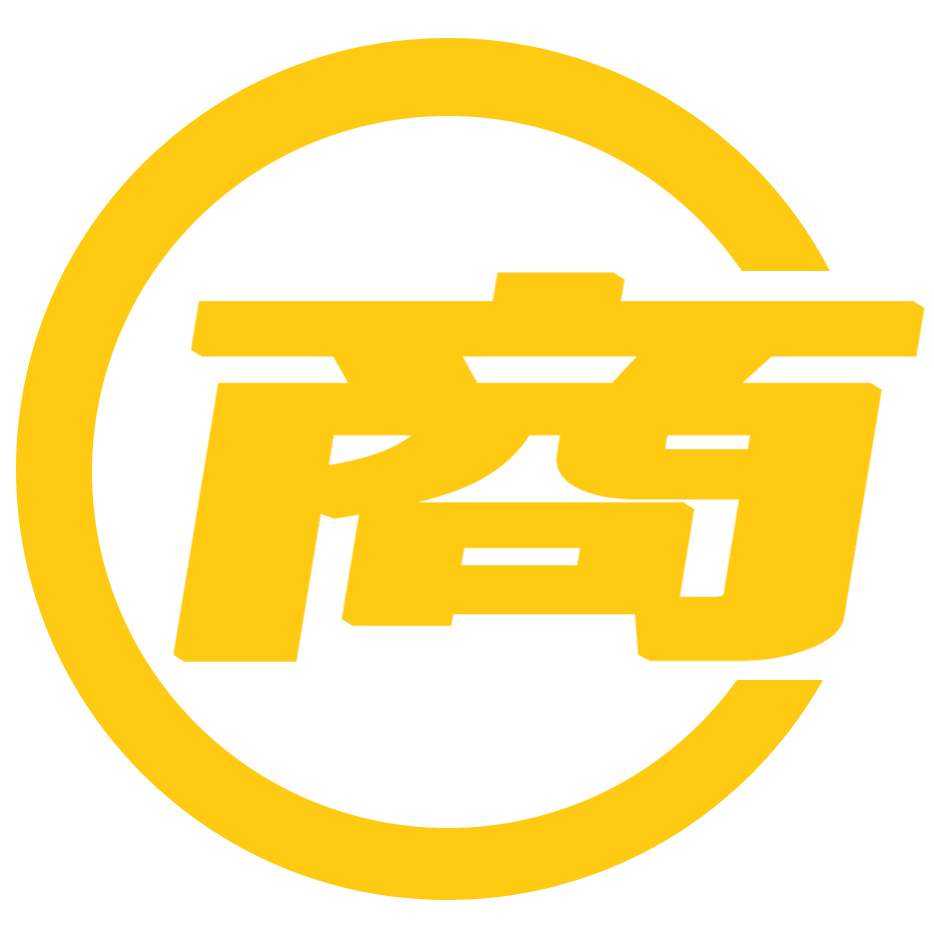
台标
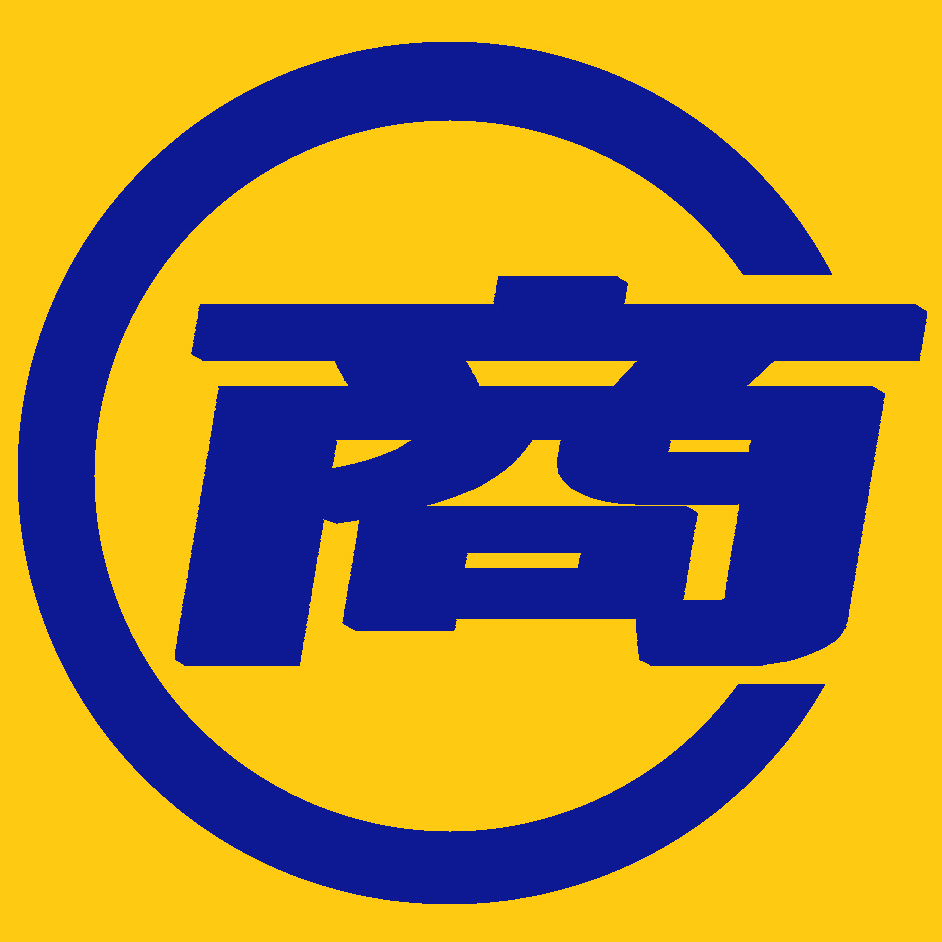
台标（攝影機上使用）

## 頻道參數
該頻道是廣東境內极少数能够不插天线都可以以低劣画质看到的电视台。采用通过越秀山转播台采用UHF22频道（現TVS-1同樣採用該頻道）发射無線模拟电视(现为地面数字电视)信号，并通過廣東省有线电视网輸送（廣州市內只有省有線用戶可以收看，市有線網絡則無此頻道）。

## 節目內容
該頻道使用普通話廣播，每日播出時段為下午16:55-次日凌晨00:30；后期开始在上午播出节目，但以重播为主。節目主要播放新闻、财经、文体、娱乐及电影电视剧等內容。

### 知名節目
- 《百奖大转盘》